# Fiets-en-voetveer Tiel - Wamel
Het Fiets-en-voetveer Tiel - Wamel is de veerverbinding over de Waal tussen Tiel en Wamel in de Nederlandse provincie Gelderland.
De veerdienst is als fiets- en voetgangersverbinding van belang voor inwoners van onder andere Wamel en Dreumel die in Tiel werken of naar school gaan. De afstand van Wamel naar de scholen is via de Prins Willem-Alexanderbrug 15 kilometer, dat is ongeveer 12 kilometer langer dan via de pont. De verbinding wordt onderhouden met de Pomona. De pont biedt plaats aan 128 passagiers en zestig fietsen. De pont is te vinden aan de Waalkade in Tiel. Bij een waterstand van ongeveer 850 cm NAP wordt het veer uit de vaart genomen; bij ongeveer 835 cm NAP wordt er weer gevaren.

## Geschiedenis
In de late middeleeuwen was er al een veer tussen Tiel en Wamel. Dat legde aan de noordkant aan bij de Echteldsedijk in Zandwijk, waar nu de Kleine Willemswaard is. Het was een particulier veer, maar het stadsbestuur was voor de helft eigenaar van het recht om een veer over de Waal te exploiteren. In 1682 kocht de magistraat de aanspraken op een deel van het veerrecht af. Belangstellenden moesten het veer daarna van de stad pachten om het met eigen zeilschepen te exploiteren. De pachtopbrengst diende als inkomen voor het stadsbestuur en vanaf 1702 van de stad, en het stadsbestuur hield veranderingen dan ook lange tijd tegen. Mede omdat de rivier bij Tiel niet recht kon worden overgestoken en de overtocht vaak lang duurde, werd het veer vaak omzeild door de oversteek bij Leeuwen of Druten te maken. Bovendien dreven de boeren als de waterstand laag was, hun dieren met een roeibootje er achteraan de Waal over.
Op verzoek van het provinciaal bestuur kreeg Tiel in 1827 een gierpont en in 1845 werd besloten de aanlegplaats te verplaatsen naar een locatie voor de stad. Naar een voorstel van de raadsleden Gijsbert Stout en mr. Spiering kwam er in 1881 ook een pont die werd aangedreven door een langszij liggend stoombootje, de Gijsbert Stout. Dit werd later vervangen door een motorbootje, maar tegelijk bleef ook de gierpont in bedrijf, die immers geen brandstof kostte. Deze vormde echter een steeds grotere belemmering voor de doorvaart op de Waal toen na de Tweede Wereldoorlog de gemotoriseerde scheepvaart toenam. De Rotterdamse reders besloten daarom de gierpont opzettelijk te overvaren. Na deze geruchtmakende aanvaring op woensdag 22 augustus 1956 werd de gierpont in 1957 uit de vaart genomen.
Later kwamen er vrijvarende motorveerponten. Met deze veerponten kon een verbinding voor het autoverkeer tussen Tiel en de ten zuiden van de Waal liggende dorpen worden onderhouden. Toen in 1974 de Prins Willem-Alexanderbrug bij Echteld werd geopend, zijn de motorveerponten verkocht. In 1985 kocht de gemeente Tiel de Hendrikus om te dienen als fiets-en-voetveer. In 2015 is de Hendrikus vervangen door de nieuwe, kleinere Pomona. Onder deze pont zitten wielen om gedeeltelijk de veerstoep op te kunnen rijden. Sinds 2019 is de Pomona in eigendom bij ODV Maritiem BV / Swets Nautical Services uit Zwijndrecht. In 2020 was zij twee maanden uit de vaart voor onderhoud en werd zij overgeschilderd in de kleuren van Swets Nautical Services.